# Miriam Herrero
Miriam Herrero (Madrid, 1974) es una política española. Fue secretaria general del PSOE Europa de 2012 a 2014
Estuvo afiliada al PSM-PSOE en Alcalá de Henares, antes de trasladarse a Suiza e incorporarse al PSOE Zúrich, agrupación donde ha sido secretaria de Organización antes de ser secretaria general de 2010 a 2012. Coordinó la campaña para las elecciones generales 2004 en el este de Suiza. Elegida secretaria de Relaciones Institucionales, Educación y Cultura por el 7 Congreso del PSOE Europa. Fue candidata por Madrid al Congreso de los Diputados en las elecciones generales 2008. Fue elegida secretaria de Relaciones Institucionales del PSOE Europa desde el 8.o Congreso de la federación, hasta 2011, cuando accede al cargo de secretaria de Organización. En las elecciones generales 2011, repite como candidata a diputada por Madrid. En el 9 Congreso es elegida secretaria general. Como líder de una federación regional, ha sido miembro del Comité Federal y del Consejo Territorial del PSOE. Dimite el 27 de julio de 2014 al ser desatendida por Pedro Sánchez, el nuevo secretario general del partido.
Fue miembro del Consejo de Residentes Españoles de Zúrich de 2006 a 2016 y Consejera general de la Ciudadanía Española en el Exterior por Suiza de 2011 a 2017.